# Flubendazol
Flubendazol ist ein Arzneistoff aus der Gruppe der Benzimidazole. Es handelt sich um ein p-fluoriertes Analogon des Mebendazol. Flubendazol wird als Mittel gegen Endoparasiten (Anthelminthikum) eingesetzt.

## Wirkungsmechanismus
Flubendazol besitzt ein breites Wirkungsspektrum gegen Fadenwürmer (Nematoden) und Bandwürmer (Cestoden). Es wirkt relativ langsam, so dass eine genügend lange Kontaktzeit zum Parasiten gewährleistet sein muss. Bei Tieren mit schneller Darmpassage (Fleischfresser) wirkt das Mittel daher weniger gut zur Entwurmung.
Wie alle Benzimidazole bindet sich Flubendazol an Tubulin, eine Proteinuntereinheit der Mikrotubuli, der Parasitenzelle (Mikrotubuliinhibitor). Dadurch kommt es zu einer Schädigung des Zytoskeletts, wodurch intrazelluläre Transport und Synthesevorgänge gestört werden (v. a. Glucose-Transport, ATP-Synthese). Der Parasit verhungert förmlich und stirbt ab und wird mit dem Kot ausgeschieden. Durch Hemmung der Ausbildung des Spindelapparats und Störung des Stoffwechsels während der Embryogenese wirkt das Mittel auch gegen die Eizellen der Würmer (ovozid).
Flubendazol wird im Darm kaum resorbiert.

## Wirkungsspektrum
Bei oraler Verabreichung wird bei Haushund und Hauskatze Flubendazol über zwei bis drei Tage verabreicht. Das Mittel wirkt gegen Hakenwürmer (Ancylostoma caninum, Uncinaria stenocephalum), Zwergfadenwürmer (Strongyloides ssp.), Spulwürmer (Toxocara canis, Toxascaris leonina, Toxocara cati), Peitschenwürmer (Trichuris ssp.) sowie Echte Bandwürmer der Gattung Taenia. Bei Hunden mit Befall mit Herzwürmern (Dirofilaria immitis) wird der Wirkstoff über 5 Tage subkutan verabreicht.
Gegen Planarien (Dugesia tigrina), Hydren (Cnidaria) im Aquarium kann Flubendazol ebenfalls eingesetzt werden. Es wird in das Wasser eingemischt und 7 Tage wirken gelassen (kein Wasserwechsel). Nach 3–4 Wochen sollte die Anwendung wiederholt werden. Bei der Anwendung im Aquarium ist zu beachten, dass der Wirkstoff schon in geringen Konzentrationen giftig für Schnecken ist. Auch Monate nach der Anwendung können trotz wiederholter Wasserwechsel viele Schnecken-Arten noch an Rückständen sterben. Das wirkt sich negativ auf das biologische Gleichgewicht im Aquarium aus. Außerdem kann die Fruchtbarkeit von Garnelen beeinträchtigt werden.

## Kontraindikationen und Nebenwirkungen
Das Mittel ist sehr gut verträglich, selbst starke Überdosierungen bleiben ohne Folgen. Die LD50 für die Maus liegt bei oraler Aufnahme über 2560 mg·kg−1.

## Handelsnamen
Humanmedizin
Fluvermal
Tiermedizin
Cananthel (für Hunde), Flimabo (für Hühner/Schweine), Flimabend (für Hühner/Schweine), Flubenol (für kleine Hunde), Flubenvet (für Geflügel), Frommex (für Schweine), 
Solubenol (für Hühner), Vermicat (Für Katzen)